# Yōji Kuri
Yōji Kuri (久里 洋二?, Kuri Yōji; Sabae, 9 aprile 1928 – Tokyo, 24 novembre 2024) è stato un regista e animatore giapponese.

## Biografia
Figura chiave dell'animazione nipponica indipendente e sperimentale, Kuri ha prodotto oltre cinquanta opere, a partire dagli anni Sessanta.
I suoi film sono caratterizzati da un tratto semplice ed essenziale. La maggior parte dei cortometraggi firmati dal regista hanno esaltato artisti visivi surreali. Tra le influenze più significative, alcuni critici hanno notato omaggi ai lavori di Hieronymus Bosch.
Nel corso della sua carriera, Kuri ha partecipato a numerose manifestazioni cinematografiche. Nel 2012 è stata organizzata una retrospettiva curata dall'Animafest Zagreb.

## Filmografia parziale
- Human Zoo (1962)
- Love (1964)
- Aos (1964)
- Flower (1967)
- The Room (1967)
- Kemeko (1968)
- Manga (1977)